# Condado de Menifee
El condado de Menifee (en inglés: Menifee County), fundado en 1869, es uno de 120 condados del estado estadounidense de Kentucky. En el año 2000, el condado tenía una población de 6,556 habitantes y una densidad poblacional de 12 personas por km². La sede del condado es Frenchburg.

## Geografía
Según la Oficina del Censo, el condado tiene un área total de 534 km² (206,2 mi²), de la cual 528 km² (203,9 mi²) es tierra y 5 km² (1,9 mi²) (1.03%) es agua.

### Condados adyacentes
- Condado de Bath (norte)
- Condado de Rowan (noreste)
- Condado de Morgan (este)
- Condado de Wolfe (sur)
- Condado de Powell (suroeste)
- Condado de Montgomery (oeste)

## Demografía
Según la Oficina del Censo en 2000, los ingresos medios por hogar en el condado eran de $22,064, y los ingresos medios por familia eran $26,325. Los hombres tenían unos ingresos medios de $25,670 frente a los $17,014 para las mujeres. La renta per cápita para el condado era de $11,399. Alrededor del 29.60% de la población estaban por debajo del umbral de pobreza.

## Localidades
- Denniston
- Frenchburg
- Korea
- Mariba
- Means
- Pomeroyton
- Scranton
- Sudith
- Wellington